# 玉置敏夫
玉置 敏夫（たまき としお、1929年 - ）は日本の歯学者、歯科医師。大阪歯科大学客員教授。元大阪歯科大学歯科技工士専門学校校長。

## 略歴
- 1929年　京都府京都市に生まれる
- 1957年3月　大阪歯科大学卒業
- 1967年　大阪歯科大学講師
- 1977年　大阪歯科大学助教授
- 1977年　大阪歯科大学歯科技工士専門学校校長
- 1993年　大阪歯科大学客員教授（併任）
- 1997年　大阪歯科大学歯科技工士専門学校名誉校長
- 1997年　大阪歯科大学常務理事

全国歯科技工士教育協議会会長、日本歯科技工学会会長、【歯科技工士養成の在り方に関する検討会(厚生労働省)】委員長を歴任

## 所属団体
- 日本小児歯科口腔外科学会　名誉会員
- 日本歯科審美学会評議員

## 著書
- 口腔インプラント学―安全なインプラント
- 歯科技工士教本　歯科技工学概論 　玉置敏夫・西村徹　著　（日本医歯薬出版）